# Società Sportiva Littorio Benevento 1936-1937
Questa voce raccoglie le informazioni riguardanti la Società Sportiva Littorio Benevento nelle competizioni ufficiali della stagione 1936-1937.

## Divise
| Manica sinistra · Maglietta · Maglietta · Manica destra · Pantaloncini · Calzettoni |

## Organigramma societario
Area direttiva
- Presidente:

Area tecnica
- Allenatore: Mario De Palma, poi Giuseppe Cavanna

## Rosa
| N. |                   | Ruolo | Calciatore       |
| -- | ----------------- | ----- | ---------------- |
|    | Italia (bandiera) | P     | Giuseppe Cavanna |
|    | Italia (bandiera) | C     | Giacomo Busiello |
|    | Italia (bandiera) | A     | Giovanni Zanni   |
|    | Italia (bandiera) |       | Luciano Barsella |
|    | Italia (bandiera) |       | Pasquale Benente |
|    | Italia (bandiera) |       | Corbetta         |
|    | Italia (bandiera) |       | De Fazio         |
|    | Italia (bandiera) |       | Angelo De Socio  |
|    | Italia (bandiera) |       | Jerace           |

| N. |                   | Ruolo | Calciatore        |
| -- | ----------------- | ----- | ----------------- |
|    | Italia (bandiera) |       | Lopez             |
|    | Italia (bandiera) |       | Marcora           |
|    | Italia (bandiera) |       | Nelli             |
|    | Italia (bandiera) |       | Pellini           |
|    | Italia (bandiera) | D     | Gennaro Rescigno  |
|    | Italia (bandiera) |       | Italo Santoro     |
|    | Italia (bandiera) |       | Gerardo Tessitore |
|    | Italia (bandiera) |       | Varnielli         |

## Risultati

### Serie C

#### Girone E

##### Girone di andata
| Benevento 27 settembre 1936 1ª giornata | Littorio Benevento | 1 – 0 | Cerignola |  |

| Napoli 4 ottobre 1936 2ª giornata | Bagnolese | 1 – 1 | Littorio Benevento |  |

| Benevento 11 ottobre 1936 3ª giornata | Littorio Benevento | 0 – 0 | Taranto |  |

| 18 ottobre 1936 4ª giornata | Molfetta | 1 – 1 | Littorio Benevento |  |

| Benevento 1 novembre 1936 5ª giornata | Littorio Benevento | 2 – 1 | Cosenza |  |

| Arbitro: | Bellifemmine (Molfetta) |

|                                     |           |  |
| Rossi 31’ Barbieri 64’ Creziato 75’ | Marcatori |  |

| Benevento 22 novembre 1936 7ª giornata | Littorio Benevento | 0 – 0 referto | MATER | \| Arbitro: \| Dotto (Palermo) \| |
| Arbitro:                               | Dotto (Palermo)    |               |       |                                   |

| Lecce 29 novembre 1936 8ª giornata | Lecce           | 0 – 0 referto | Littorio Benevento | \| Arbitro: \| Mariotti (Roma) \| |
| Arbitro:                           | Mariotti (Roma) |               |                    |                                   |

| Arbitro: | Giordano (Bari) |

|              |           |  |
| Pronzati 43’ | Marcatori |  |

| Arbitro: | Costantini (Pescara) |

|           |           |  |
| Lopez 37’ | Marcatori |  |

| Arbitro: | Gianni (Lucca) |

|             |           |  |
| Mazzoli 14’ | Marcatori |  |

| Arbitro: | Mariotti (Roma) |

|                       |           |  |
| Marcora 22’, 48’, 78’ | Marcatori |  |

| Salerno 10 gennaio 1937 13ª giornata | Salernitana | 0 – 0 | Littorio Benevento |  |

##### Girone di ritorno
| Arbitro: | Gamba (Napoli) |

|                                 |           |                    |
| Marazza 21’ Surra 58’ Ricci 66’ | Marcatori | 84’ (rig.) Marcora |

| Benevento 7 febbraio 1937 15ª giornata        | Littorio Benevento | 1 – 0 referto | Bagnolese |  |
| \| \| \| \| \| Marcora 14’ \| Marcatori \| \| |                    |               |           |  |
|                                               |                    |               |           |  |
| Marcora 14’                                   | Marcatori          |               |           |  |

| Taranto 14 febbraio 1937 16ª giornata | Taranto | 2 – 1 | Littorio Benevento |  |

| Benevento 21 febbraio 1937 17ª giornata | Littorio Benevento | 1 – 1 | Molfetta |  |

| Arbitro: | Rizzo (Messina) |

|                         |           |           |
| Bergonzino 35’ Lodi 90’ | Marcatori | 70’ Zanni |

| Benevento 7 marzo 1937 19ª giornata | Littorio Benevento | 2 – 2 | Foggia |  |

| Arbitro: | D'Agostino (Porto San Giorgio) |

|                         |           |             |
| Flumini 55’ Eusebio 77’ | Marcatori | 88’ Pellini |

| Benevento 28 marzo 1937 21ª giornata                           | Littorio Benevento | 3 – 0 referto | Lecce |  |
| \| \| \| \| \| Marcora 5’, 63’ Busiello 83’ \| Marcatori \| \| |                    |               |       |  |
|                                                                |                    |               |       |  |
| Marcora 5’, 63’ Busiello 83’                                   | Marcatori          |               |       |  |

| Benevento 4 aprile 1937 22ª giornata | Littorio Benevento | 0 – 0 | Civitavecchiese |  |

| Taranto 18 aprile 1937 23ª giornata | Cantieri Tosi | 0 – 0 | Littorio Benevento |  |

| Benevento 2 maggio 1937 24ª giornata | Littorio Benevento | 2 – 1 | Potenza |  |

| Arbitro: | Zamberlini (Genova) |

|                          |           |  |
| Di Santo 4’ Fariello 18’ | Marcatori |  |

| Benevento 16 maggio 1937 26ª giornata | Littorio Benevento | 0 – 2 | Salernitana |  |

### Coppa Italia
| Foggia 25 ottobre 1936 Turno preliminare | Foggia | 2 – 0 | Littorio Benevento |  |